# Scopula diffusizona
Scopula diffusizona là một loài bướm đêm trong họ Geometridae.